# Lieke Klaver
Lieke Klaver (* 20. August 1998 in Velsen) ist eine niederländische Leichtathletin, die sich auf den Sprint spezialisiert hat. Mit der niederländischen Mixed-Staffel gewann sie 2022 die Silbermedaille bei den Weltmeisterschaften und im selben Jahr wurde sie mit der 4-mal-400-Meter-Staffel Vizehallenweltmeisterin und Europameisterin. Im Jahr 2023 wurde sie mit der Frauenstaffel Weltmeisterin.

## Karriere
Erste internationale Erfahrungen sammelte Lieke Klaver bei den U20-Weltmeisterschaften 2014 in Eugene, bei denen sie im Vorlauf mit der niederländischen 4-mal-100-Meter-Staffel ausschied. 2015 nahm sie an den U20-Europameisterschaften im schwedischen Eskilstuna teil und erreichte dort im Finale über 200 Meter den sechsten Platz. Zudem konnte sie den Finallauf mit der schwedischen Stafette nicht beenden. 2016 war sie Teil der Staffel für die U20-Weltmeisterschaften in Bydgoszcz, bei denen sie aber im Vorlauf ausschied. Bei den U20-Europameisterschaften 2017 in Grosseto belegte sie erneut den sechsten Platz über 200 Meter sowie Platz acht mit der niederländischen Staffel. Bei den IAAF World Relays 2019 in Yokohama siegte sie mit der 4-mal-400-Meter-Staffel in 3:29,03 min im B-Finale und gelangte anschließend bei den Weltmeisterschaften in Doha bis in das Finale, in dem sie mit 3:27,89 min den siebten Platz belegte. 2020 siegte sie bei der Gala dei Castelli in 22,96 s über 200 Meter und wurde beim Bauhaus-Galan in 52,35 s Dritte über 400 Meter und siegte dann bei der Golden Gala Pietro Mennea in Rom mit neuer Bestleistung von 50,98 s. 2021 verbesserte sie den niederländischen Hallenrekord über 200 Meter in Wien auf 23,17 s und kurz darauf in Metz auf 23,10 s. In Wien verbesserte sie auch den Landesrekord über 400 Meter auf 51,48 s, dieser hatte aber nur wenige Tage Bestand, ehe ihn Femke Bol weiter verbesserte. Anschließend belegte sie bei den Halleneuropameisterschaften in Toruń in 52,03 s den fünften Platz über 400 Meter und siegte mit der niederländischen Staffel mit neuem Meisterschafts- und Landesrekord von 3:27,15 min. Anfang Mai belegte sie dann bei den World Athletics Relays im polnischen Chorzów in 3:30,12 min den vierten Platz mit der Frauenstaffel und verhalf der Mixed-Staffel zum Finaleinzug. Im Juli wurde sie in 51,54 s Dritte bei den Anniversary Games und startete anschließend bei den Olympischen Spielen in Tokio, bei denen sie mit 51,37 s im Halbfinale über 400 Meter ausschied. Zudem belegte sie mit der niederländischen 4-mal-400-Meter-Staffel in 3:23,74 min den sechsten Platz und stellte damit einen neuen Landesrekord auf und in der Mixed-Staffel lief sie nach 3:10,36 min auf Rang vier ein.
2022 klassierte sich Klaver bei den Hallenweltmeisterschaften in Belgrad mit 52,67 s auf dem sechsten Platz über 400 Meter und gewann mit der Staffel in 3:28,57 min gemeinsam mit Eveline Saalberg, Lisanne de Witte und Femke Bol die Silbermedaille hinter dem Team aus Jamaika. Mitte Juni siegte sie in 51,21 s beim CITIUS Meeting in Bern über 400 Meter und erreichte anschließend bei den Weltmeisterschaften in Eugene das Finale und belegte dort in 50,33 s den vierten Platz. Zudem wurde sie in der Frauenstaffel im Vorlauf disqualifiziert und gewann in der Mixed-Staffel in 3:09,90 min gemeinsam mit Liemarvin Bonevacia, Tony van Diepen und Femke Bol die Silbermedaille hinter dem Team aus der Dominikanischen Republik. Kurz darauf klassierte sie sich bei den Europameisterschaften in München mit 50,56 s auf dem sechsten Platz im Einzelbewerb und siegte in 3:20,87 min in der 4-mal-400-Meter-Staffel gemeinsam mit Eveline Saalberg, Lisanne de Witte und Femke Bol. Im Jahr darauf gewann sie bei den Halleneuropameisterschaften in Istanbul in 50,57 s die Silbermedaille über 400 Meter hinter Landsfrau Femke Bol und mit der Staffel siegte sie in 3:25,66 min gemeinsam mit Saalberg, Cathelijn Peeters und Bol die Goldmedaille und stellte damit einen neuen Meisterschafts- und Landesrekord auf. Anfang Juni wurde sie bei der Golden Gala Pietro Mennea in 50,75 s Zweite über 400 Meter und anschließend wurde sie bei der 1. Liga der Team-Europameisterschaft im Zuge der Europaspiele in Chorzów in 22,46 s Erste über 200 Meter und sicherte sich damit ligenübergreifend die Goldmedaille. Zudem wurde sie mit der 4-mal-100-Meter-Staffel in 42,61 s Erste und gewann damit ebenfalls die Goldmedaille. Im Juli wurde sie beim Memoriał Kamili Skolimowskiej in 49,81 s Zweite und gelangte dann beim Herculis mit 49,99 s auf Rang drei über 400 Meter. Anschließend kam sie bei den Weltmeisterschaften in Budapest mit der Mixed-Staffel im Finale nicht ins Ziel und belegte im Einzelbewerb in 50,33 s im Finale den sechsten Platz. Zudem lief sie mit der Frauenstaffel im Finale 3:20,72 min gemeinsam mit Eveline Saalberg, Cathelijn Peeters und Femke Bol und sicherte sich damit die Goldmedaille. Mit der 4-mal-100-Meter-Staffel kam sie im Finale ebenfalls nicht ins Ziel. 2024 gewann sie bei den Hallenweltmeisterschaften in Glasgow in 50,16 s die Silbermedaille hinter ihrer Landsfrau Femke Bol und siegte im Staffelbewerb in 3:25,07 min. Im Mai wurde sie bei den World Athletics Relays in Nassau in 3:11,45 min Zweite in der Mixed-Staffel hinter dem US-amerikanischen Team. Anschließend gewann sie bei den Europameisterschaften in Rom in 50,08 s die Bronzemedaille über 400 Meter hinter der Polin Natalia Kaczmarek und Rhasidat Adeleke aus Irland. Zudem sicherte sie sich in der Mixed-Staffel in 3:10,73 min gemeinsam mit Liemarvin Bonevacia, Isaya Klein Ikkink und Femke Bol die Bronzemedaille hinter den Teams aus Irland und Italien und sicherte sich mit der Frauenstaffel den Titel. Im Juli wurde sie beim Herculis in 49,64 s Zweite über 400 Meter und anschließend wurde sie beim London Athletics Meet in 49,58 s Dritte. Im August siegte sie bei den Olympischen Spielen in Paris mit neuem Europarekord von 3:07,43 min gemeinsam mit Eugene Omalla, Isaya Klein Ikkink und Femke Bol in der Mixed-Staffel. Zudem schied sie über 400 Meter mit 50,44 s im Halbfinale aus und gewann mit der Frauenstaffel in 3:19,50 min die Silbermedaille hinter dem US-amerikanischen Team.
2025 siegte sie in 50,38 s über 400 Meter bei den Halleneuropameisterschaften in Apeldoorn und sicherte sich auch mit der 4-mal-400-Meter-Staffel in 3:24,34 min die Goldmedaille und stellte damit einen neuen Meisterschafts- und Landesrekord auf.
In den Jahren 2020 und 2022 wurde Klaver niederländische Meisterin im 200-Meter-Lauf im Freien sowie 2017 in der Halle. Zudem wurde sie 2020 und 2025 Hallenmeisterin über 400 Meter.

## Persönliche Bestleistungen
- 100 Meter: 11,33 s (−0,2 m/s), 28. Juli 2023 in Breda
  - 60 Meter (Halle): 7,41 s, 1. Februar 2020 in Apeldoorn
- 200 Meter: 22,46 s (+1,2 m/s), 25. Juni 2023 in Chorzów
  - 200 Meter (Halle): 22,81 s, 3. Februar 2024 in Metz
- 400 Meter: 49,58 s, 20. Juli 2024 in London
  - 400 Meter (Halle): 50,10 s, 18. Februar 2024 in Apeldoorn

## Trivia
Lieke Klaver ist mit dem niederländischen Sprinter Terrence Agard (* 1990) liiert.